# Chiesa-oratorio di San Zeno
La chiesa-oratorio di San Zeno è un edificio religioso barocco, citato già a partire dal IX secolo, che si trova a Lamone.

## Storia
Sorto in epoca longobarda e poi trasformato in eremo, condizione nella quale fu menzionato nell'854, subì importanti modifiche nel corso dei secoli: una prima datazione dell'edificio attuale può essere fatta risalire alla data, 1539, indicata sul portale, ma nel 1670 fu aggiunto il campanile e nel 1795, come indica un'altra iscrizione sul timpano, la chiesa fu ulteriormente ampliata su progetto di Giuseppe Cattori. Nel 1827, infine, al corpo principale gu aggregata una cappella, dedicata a Santa Elisabetta, sul versante nord. Fra il 1990 e il 1991 la chiesa fu restaurata.

## Descrizione
La copertura della navata, divisa in due campate, è cupoliforme, mentre quella del coro, di forma quadrata, è a botte. Varie le decorazioni degli interni: la Madonna tra Sant'Agostino d'Ippona e San Zeo con i committenti affrescata è cinquecentesco, mentre l'altare, opera di Giovanni Ghezzi e Giuseppe Cattori, fu decorato a stucco nel 1765. Da segnalare, ancora sull'altare, il paliotto di cuoio con San Zeno.
Più recenti le decorazioni della cappella di Sant'Elisabetta: gli stucchi sono dello stesso anno della cappelletta stessa, mentre i dipinti decorativi, opera di Leone Arrigoni, risalgono alla prima metà del XIX secolo. Databile intorno al 1850 è infine la Visitazione su tela che si trova alle pareti.